# Златые врата Суздальского собора
Южные и западные «златые врата» суздальского Богородице-Рождественского собора — входные храмовые двери, знаменитое произведение древнерусского искусства первой трети XIII века (1230-е годы).
В настоящий момент находятся на балансе Суздальского музея и вывозятся на выставки.
Врата состоят из деревянной основы, обитой медными листами, и украшены изображениями, выполненными в технике золотой наводки. Западные врата содержат сцены христологического цикла и частично — богородичного, тогда как южные врата — в основном, деяния ангелов и в особенности архистратига Михаила. Они «принадлежат к уникальным произведениям древнерусского искусства и высокого технического мастерства домонгольского времени». «Комплекс надписей в клеймах врат придает им значение памятника древнерусской письменности».

## История
Врата украсили собор, возведенный в 1222—1225 годах. Первоначально врата имели деревянную основу, к которой и крепились медные листы. Однако в 1750 году обветшавшая деревянная основа была заменена на металлический каркас.
«Врата выполнены в технике золотой наводки: золото растворили в ртути, а полученную золотую амальгаму нанесли на красную медь, покрытую чёрным лаком. Этот прием был распространен в средневековой Северной Европе, однако суздальские врата изготовили на территории Руси, для которой они являются древнейшим памятником подобного рода». Техника, как отмечает А. Манукян, западноевропейская, однако иконография преимущественно византийская (см. ниже). По конструкции (способу соединения клейм и обрамлений, формы самих обрамлений, построения каркаса и прочих технических приемов) суздальские врата максимально родственны вратам базилики Сан-Дзено в  Вероне (it:Porta della basilica di San Zeno).

## Иконография
На каждой из створок врат присутствует по 24 сюжетных клейм, изображения Южных врат посвящены Ветхому Завету, Западных — истории Богоматери и Страстям Христовым. Нижние клейма идентичны и представляют собой изображения львов и грифонов с хвостами, переходящими в орнаментальное плетение, «предвещающие зарождение тератологического стиля».
Стилистические особенности исполнения рисунков указывают на византийское влияние. Однако, как пишут ученые, "при преобладании византийской иконографии ряд элементов восходит к западноевропейским протографам, что отвечает общему интернациональному характеру владимиро-суздальской художественной культуры рубежа XII-XIII веков".

### Южные врата
Размеры: левая створка 381 × 137,2 × 22; правая створка 379 × 126,5 × 14.
На вертикальном валике левого полотнища, прикрывающем щель между створками, расположены фигуры святых.
Изобразительный цикл южных дверей традиционно воспринимают как ангельский цикл, хотя он и включает 4 сцены из книги Бытия, в которых ангелы не участвуют  (Сотворение и оживление Адама, Жертва Авеля, Каин убивает Авеля, Адам нарицает имена зверям) . При этом, как отмечает Анна Манукян, его нельзя назвать и чисто ветхозаветным циклом, так как из 24 клейм лишь 21 принадлежит Ветхому Завету. Три других: одна композиция аллегорического характера (Падение Сатаны), одна новозаветная тема (Силоамская купель) и одна иллюстрация апокрифической легенды (Чудо в Хонех).
|                                           |                                             | Центральный валик   |                                                                   |                                               |
| ----------------------------------------- | ------------------------------------------- | ------------------- | ----------------------------------------------------------------- | --------------------------------------------- |
| Святая Троица                             | Свержение сатаны архангелом Михаилом        | Георгий             | Сотворение Адама                                                  | Изгнание из рая                               |
| Святая Троица                             | Свержение сатаны архангелом Михаилом        | Дмитрий             | Сотворение Адама                                                  | Изгнание из рая                               |
| Труды Адама                               | Авель приносит дары Богу                    | Феодор Тирон        | Каин убивает Авеля                                                | Адам нарицает имена зверям                    |
| Труды Адама                               | Авель приносит дары Богу                    | Феодор Стратилат    | Каин убивает Авеля                                                | Адам нарицает имена зверям                    |
| Лествица Иакова                           | Борьба Иакова с ангелом                     | Нестор              | Явление Троицы Аврааму                                            | Чудо архангела Михаила в Хонех                |
| Лествица Иакова                           | Борьба Иакова с ангелом                     | Евстафий            | Явление Троицы Аврааму                                            | Чудо архангела Михаила в Хонех                |
| Три отрока в пещи огненной                | Архангел предупреждает Лота о гибели Содома | Кир                 | Царь Давид перед битвой                                           | Даниил во рву львином                         |
| Три отрока в пещи огненной                | Архангел предупреждает Лота о гибели Содома | Иоанн Златоуст      | Царь Давид перед битвой                                           | Даниил во рву львином                         |
| Архангел Михаил возмущает воду в купели   | Ангелы извещают Лота о гибели Содома        | Даниил              | Гибель Содома и Гоморры                                           | Ангел призывает Гедеона на борьбу с агарянами |
| Архангел Михаил возмущает воду в купели   | Ангелы извещают Лота о гибели Содома        | Анания              | Гибель Содома и Гоморры                                           | Ангел призывает Гедеона на борьбу с агарянами |
| Архангел Михаил избивает полки аруринские | Пророк Нафан обличает царя Давида           | Азария              | Архангел Михаил запрещает волхву Валааму проклинать сынов Израиля | Явление архангела Михаила Иисусу Навину       |
| Архангел Михаил избивает полки аруринские | Пророк Нафан обличает царя Давида           | Мисаил              | Архангел Михаил запрещает волхву Валааму проклинать сынов Израиля | Явление архангела Михаила Иисусу Навину       |
| львы и грифоны                            |                                             | Самсон убивает льва |                                                                   |                                               |
| львы и грифоны                            | Грифон                                      |                     |                                                                   |                                               |

Изображения святых на умбонах: Иоанн; Власий; Василий Великий; Григорий; Евпатий; Климент.

### Западные врата
Размер: левая створка: 377,5 × 131 × 22; правая створка: 375,7 × 119,5 × 16.. В отличие от южных ворот, имеют две ручки в виде львиных голов.
Когда в 1750 году деревянная основа врат была заменена на железную, порядок расположения клейм был частично нарушен.
«Среди сюжетов на правой створке находится одно из первых на Руси изображений Покрова Богородицы. Богоматерь считалась покровительницей Владимиро-Суздальской земли, где в середине XII века был учрежден новый, неизвестный в Византии богородичный праздник».
На вертикальном валике левого полотнища, прикрывающем щель между створками, расположены три парных и единоличное изображение патрональных святых.
|                             |                                         | Центральный валик |                    |                                  |
| --------------------------- | --------------------------------------- | ----------------- | ------------------ | -------------------------------- |
| Херувим                     | Господь Вседержитель                    | Николай, Василий  | Святая Троица      | Серафим                          |
| Зачатие Богоматери          | Рождество Богородицы                    | Георгий, Дмитрий  | Введение во храм   | Благовещение                     |
| Рождество Христово          | Сретение                                | Георгий, Дмитрий  | Крещение           |                                  |
| Рождество Христово          | Сретение                                | Митрофан, Иоанн   | Крещение           | Преображение                     |
|                             | Вход в Иерусалим                        | Митрофан, Иоанн   | Распятие Христово  | Жены-мироносицы у Гроба Господня |
| Воскрешение Лазаря          | Вход в Иерусалим                        | Митрофан, Иоанн   | Распятие Христово  | Жены-мироносицы у Гроба Господня |
| Феодор                      | Вход в Иерусалим                        |                   | Распятие Христово  | Жены-мироносицы у Гроба Господня |
| Воскресение                 | Сошествие Святого Духа                  | [утрачено]        | Успение Богоматери |                                  |
| Положение ризы во Влахернах | «Святые Богородицы тело несут ко гробу» |                   | Положение пояса    | Покров                           |
| львы и грифоны              |                                         |                   |                    |                                  |